# I Love Belarus
I Love Belarus – singel białoruskiej wokalistki Anastasii Winnikawej, napisany przez Eugene'a Olejnika i Swietłanę Hieraśkową, wydany w 2011 roku.
Utwór reprezentował Białoruś podczas 56. Konkursu Piosenki Eurowizji. Początkowo krajową propozycją miała być piosenka „I Am Belarusian” (początkowo „Born in Belorussia”). Winnikawa złamała jednak regulamin konkursu, wykonując eurowizyjną propozycję przed 1 września 2010 roku, dlatego utwór zmieniono na „I Love Belarus”, który premierowo zaprezentowano 14 marca. Wokalistka wykonała go 12 maja 2011 roku z szesnastym numerem startowym podczas drugiego półfinału Konkursu Piosenki Eurowizji, w którym zdobyła łącznie 45 punktów i zajęła 14. miejsce, nie awansując tym samym do finału.
14 marca premierę miał oficjalny teledysk do utworu w reżyserii Aleksandra Potapowa. Klip nakręcono w studiu Belarusfilm.